# Claude-Joseph Trouvé
Pour les articles homonymes, voir Trouvé.
Claude-Joseph Trouvé, né le 24 septembre 1768 à Chalonnes-sur-Loire, et mort le 18 octobre 1860 à Paris 17e, est un fonctionnaire et diplomate français.

## Biographie
Claude-Joseph Trouvé est le fils d'un ouvrier menuisier. Il fait de bonnes études au collège d'Harcourt lui permettant d'être employé en qualité de clerc de notaire à Paris.
À partir de 1791, il est rédacteur au Moniteur universel, puis rédacteur en chef après la chute de Robespierre, et y publie des articles politiques et des vers. Il fait représenter le 28 mars 1795 à Paris, sur le théâtre Feydeau, par les Comédiens français, la tragédie Pausanias qui est retrace le drame du 9 thermidor. 
En 1795, il est secrétaire général du Directoire exécutif mais donne sa démission après quelques jours pour reprendre la rédaction du Moniteur.
En octobre 1797 comme secrétaire de la légation française à Naples, puis chargé d'affaires à la cour de Naples six mois plus tard. En février 1798, Louis-Marie de La Révellière-Lépeaux s'inquiète des agitations politiques passionnées dans la République cisalpine, des interventions de l'état-major et la concussion des militaires français. Il propose en mai au Directoire d'y envoyer un ambassadeur.  Trouvé est nommé par le Directoire exécutif ambassadeur près la République cisalpine.
Jean-François Reubell, président du Directoire exécutif, lui envoie les Instructions pour l'Ambassadeur de la République Française près la République Cisalpine envoyé de Paris le 15 prairial an VI (3 juin 1798) lui demandant de modifier la constitution inefficace et ruineuse de cette république rédigée un an plus tôt par Napoléon. Trouvé impose une nouvelle constitution liant les politiques intérieure et extérieure de la République cisalpine à celles de la République française. Il réduit le nombre des départements de 20 à 11 de façon à limiter le personnel administratif et le nombre de mandats électifs pour réduire le déficit. Il a ensuite purgé le Directoire de la République cisalpine des agitateurs populaires et les remplaçant par des « gens de fortune ». Il a convoqué chez lui le 30 août 1798 les membres des deux Conseils pour leur soumettre son projet de constitution.  86 sont venus et 64 ont approuvé le texte, soit le quart des membres des Conseils. et les lois organiques annexes. Le lendemain, ce sont les seuls qui ont pu entrer dans leur salle de séance et voter la nouvelle constitution et les lois organiques annexes. Le Corps législatif est ramené de 240 membres à 120 et deux directeurs sont remplacés.
Guillaume-Charles Faipoult, avec qui il était venu à Milan, a rédigé les règlements organiques des grands services publics. Trouvé se heurte néanmoins à l'opposition du maréchal Brune qui commande l'armée d'Italie, et qui réussit à gagner à sa cause Lucien Bonaparte et Paul Barras, ce qui aboutit à son rappel et à son remplacement par Joseph Fouché, qui va passer son temps à défaire l’œuvre de son prédécesseur. Le Directoire ayant encore changé de position:574, Fouché et Brune sont destitués le 25 octobre. Fouché est remplacé par François Rivaud le 3 frimaire an VII (23 novembre 1798) qui rétablit la constitution de Trouvé, qui est ensuite nommé ministre plénipotentiaire près le duc de Wurtemberg, en mars 1799.
Revenu à Paris, il siège au Tribunat, de décembre 1799 à 1803. En 1803, il est nommé préfet de l'Aude et baron d'Empire. Après la chute de l'Empire, il prête serment de fidélité au roi et refuse d'obéir aux ordres qui lui sont transmis par les émissaires de Napoléon Ier pendant les Cent-Jours. Il se retire alors à Paris en 1815. Il obtient de Louis XVIII de revenir dans l'Aude en juillet 1815, mais il est destitué en septembre 1816,,. 
De 1819 à 1820, il est l’un des rédacteurs et l’éditeur du Conservateur. En 1821-1822, il est imprimeur-libraire, breveté imprimeur le 11 septembre 1821 et libraire le 17 avril 1822. En 1829, à l'arrivée du ministère Jules de Polignac, il abandonne ses activités d'imprimeur-libraire à sa nomination comme maître des requêtes au Conseil d’État. Germain-Félix Locquin, breveté imprimeur, prend en sa succession d'imprimeur le 14 mai 1829 et Marin-Jean-Louis Louvet-Desmares est son successeur comme libraire, le 3 juillet 1829.
Il est chef de la division des beaux-arts au ministère de l'Intérieur en 1830. Il est révoqué lors de la révolution de Juillet.

## Publications
- Quelques explications sur la République cisalpine, Paris, H. Agasse, 1799 (lire en ligne sur Gallica).
- Pausanias : tragédie en 5 actes, Carcassonne, Gabriel Gareng, 1810 (lire en ligne sur Gallica).
- Description générale et statistique du département de l’Aude, Paris, Firmin Didot, 1818 (lire en ligne).
- Essai historique sur les états généraux de la province de Languedoc, t. 1, Paris, septembre 1818, 2 vol. (lire en ligne) tome 2 sur Google Livres.
- Jacques Cœur, commerçant, maître des monnaies, argentier du roi Charles VII et argentier, Paris, 1840 (lire en ligne).
- Appel au public par un ancien serviteur de l’État, Paris, J. Claye, 1850 (lire en ligne sur Gallica).
- Anne de Beaujeu, Jeanne de France et Anne de Bretagne, esquisse des quinzième et seizième siècles, Batignolles, 1854 (lire en ligne sur Gallica).
- Le Dauphin Duc de Bourgogne, petit Fils de Louis XIV : Étude historique, Paris, 1856 (lire en ligne).

### Éditeur scientifique
- André Thouin, Voyage dans la Belgique, la Hollande et l’Italie, Paris, 1841, 2 vol. 22 cm.

## Distinction
- Officier de la Légion d'honneur, en 1811[12]